# Planktomya henseni
Planktomya henseni är en musselart som beskrevs av Heinrich Rudolf Simroth 1896. Planktomya henseni ingår i släktet Planktomya och familjen Sportellidae. Inga underarter finns listade i Catalogue of Life.